# السلقة (السياني)

تعديل مصدري - تعديل

السلقة محلة تابعة لقرية الحويدين، التابعة لعزلة المجزع بمديرية السياني إحدى مديريات محافظة إب في الجمهورية اليمنية.، بلغ تعداد سكانها 20 حسب تعداد اليمن لعام 2004.